# 蒙巴罗乔
蒙巴罗乔（義大利語：Mombaroccio），是意大利佩萨罗-乌尔比诺省的一个市镇。总面积28.22平方公里，人口2138人，人口密度75.8人/平方公里（2008年）。ISTAT代码为041027。